# Olivia Anna Livki
Olivia Anna Livki (* 2. April 1984 in Opole), bürgerlich Olivia Anna Schnitzler, auch bekannt als LiVKi, ist eine deutsche Sängerin/Songschreiberin, Musikerin, Arrangeurin, Regisseurin und Produzentin.

## Leben
Livki ist polnischer Abstammung und wuchs im Schwarzwald in Süddeutschland auf. Nach einem abgebrochenen Regie-Studium zog sie nach Berlin, wo sie 2008 ein Studium der Filmwissenschaft, englischen Philologie und allgemeine und vergleichende Literaturwissenschaft an der Freien Universität Berlin mit einem Bachelor of Arts abschloss. 2018 machte sie ihren Master of Arts in Filmwissenschaft und eine Weiterbildung zur Film- und Videocutterin. Seit 2009 arbeitet Livki als Musikerin und veröffentlicht ihre Musik entweder über Labels oder als Self-Release (bis 2020 unter dem Namen L I V V Music).

## Karriere
2009 stellte Livki ihr drittes Demo The Smiling Face of Progress fertig und produzierte die zwei Internetvideos Girl vs. City (Live-Performance) und Hologram (Stop-Motion-Animations-Video). Im Juni desselben Jahres spielte sie erste Konzerte in Berlin und New York City. 2010 stellten sich die Sessions zu ihrem Debütalbum, die einen großen Teil des Budgets verschlangen, als meist erfolglos heraus. Um neue finanzielle Mittel zu organisieren, nahm Livki an einem Musikerwettbewerb im polnischen Fernsehen teil. Ihr Auftritt löste einen Internet-Hype und reges Medieninteresse in Polen aus. Ihre Videos von 2009 wurden von über 300.000 Menschen angesehen, das Youtube-Video ihres Auftritts 180.000 mal. Auf das Demo TSFOP wurde von tausenden Internetnutzern zugegriffen.
Im November 2011 erschien das Konzept-Album The Name of This Girl Is. Es wurde von Livki geschrieben, arrangiert und produziert und von den amerikanischen Produzenten Patrick Dillett (Here Lies Love) und Ron Allaire gemischt. Beim Album-Artwork, das Livki selbst konzipierte und entwarf, arbeitete sie mit dem schottischen Komikzeichner Iain Sommerville zusammen. Auf dem Album finden sich drei Songs, die zuvor bereits als Demos vom nie erschienenen The Smiling Face of Progress im Internetumlauf waren und zwei, die den polnischen Fernsehzuschauern bekannt waren. Das Album erschien im Selbstverlag, verkaufte sich rund 1000 mal und wurde von Kritikern in Polen positiv bewertet. Livki spielte als Opener von Lenny Kravitz in Torwar, Warschau. Sie trat außerdem beim OFF Festival und Coke Live Music Festival 2011 auf.
Im Juli 2012 unterschrieb Livki einen Lizenz-Vertrag mit EMI. Im Herbst 2012 erschien The Name of This Girl Is als Neuauflage mit drei weiteren Tracks und einer Single.
2014 arbeitete sie mit dem Produzenten Sterling Fox und veröffentlichte unter ihrem Zweit-Künstlernamen LiVKi die Single Dark Blonde Rises, die auf dem New Yorker Indie-Label Silver Scream Records erschien. 2015 erschien Livkis zweites Album Strangelivv auf ihrem Label L I V V, sowie in Polen als Teil ihres Vertrages mit EMI (das mittlerweile von Warner Music übernommen worden war).
2016 erschien, wieder unter dem Namen LiVKi, die EP I Am Carthago Pt.1, deren Single Noke auf der Listen to Berlin-Compilation der Berlin Music Commission vertreten war.
Ende 2019 erschien innerhalb der Listen to Berlin-Compilation 2018/19 der Song Spectacular, dessen offizieller Release als Single und Video am Ende Februar 2020 folgte.

## Musik
Oft als Bass-spielende Sängerin angesehen, verbindet ihre Musik die Einheit von Stimme und E-Bass (mit wenig Tieftönen und Betonung auf verzerrten Mittel- und Hochtönen, ähnlich dem E-Gitarrenklangs) mit komplexen elektronischen Beats und Samples, orchestralen Arrangements, melodischen Popsongs, sowie Elementen von Ethno-Percussion und Chören die aus der Vervielfältigung ihrer eigenen Stimme zusammengesetzt sind. Sie selbst bezeichnet ihr Genre als „Global (oder Global Village) Voice’n’Bass“. Ihre Einflüsse reichen von afroamerikanischer (Blues, Gospel/Spiritual, Funk, Hip-Hop), Artrock, Postpunk, Alternative-Pop, bis hin zu westafrikanischer, indischer, indonesischer und arabischer Musik.

## Diskographie
Singles
- 2011: Tel Aviv (L I V V)
- 2012: Tennis Rackets (Various Artists, OST Big Love) B-Side: Song for the TV (EMI)
- 2012: Abby Abby (Choir Girl Remix) (EMI)
- 2013: Earth Moves (EMI)
- 2013: Blood Ponies (Parlophone/L I V V)
- 2014: Dark Blonde Rises (Silver Scream Records)
- 2016: Noke (L I V V)
- 2020: Spectacular (L I V V)

Alben
- 2011: The Name of This Girl Is (L I V V)
- 2012: The Name of This Girl Is – Extended (EMI)
- 2015: Strangelivv (Warner Music/L I V V)
- 2020: Digital Dissidents (L I V V)

Compilations
- 2012: Big Love OST (EMI). Song: Tennis Rackets
- 2016: Listen to Berlin 2016/17 (BMC) Song: Noke
- 2019: Listen to Berlin 2018/19 (BMC) Song: Spectacular